# Бабериха
Бабериха — деревня в Ковровском районе Владимирской области России, входит в состав Клязьминского сельского поселения.

## География
Деревня расположена в 4 км на северо-восток от центра поселения села Клязьминский Городок и в 19 км на северо-восток от райцентра города Ковров.

## История
В конце XIX — начале XX века деревня входила в состав Санниковской волости Ковровского уезда, с 1926 года — в составе Осиповской волости. В 1859 году в деревне числилось 9 дворов, в 1905 году — 9 дворов, в 1926 году — 16 дворов.
С 1929 года деревня входила в состав Ширилихинского сельсовета Ковровского района, с 1940 года — в составе Репниковского сельсовета, с 1954 года — в составе Санниковского сельсовета, с 2005 года — в составе Клязьминского сельского поселения.

## Население
| 1859 | 1905 | 1926 | 2002 | 2010 | 2021 |
| ---- | ---- | ---- | ---- | ---- | ---- |
| 64   | ↘51  | ↗88  | ↘7   | ↘2   | ↗37  |